# Dialogcomputer
Als Dialogcomputer, (aus engl.: interactive computer) wurden in den 1970er und 1980er Jahren Maschinen der Datenverarbeitung bezeichnet, mit denen erstmals mehrere Sachbearbeiter gleichzeitig, direkt und interaktiv auf einen Datenbestand (in Form von Dateien und Datenbanken auf Plattenlaufwerken) zugreifen und diesen per Bildschirmarbeitsplatz bearbeiten konnten ("Information At Your Fingertips").

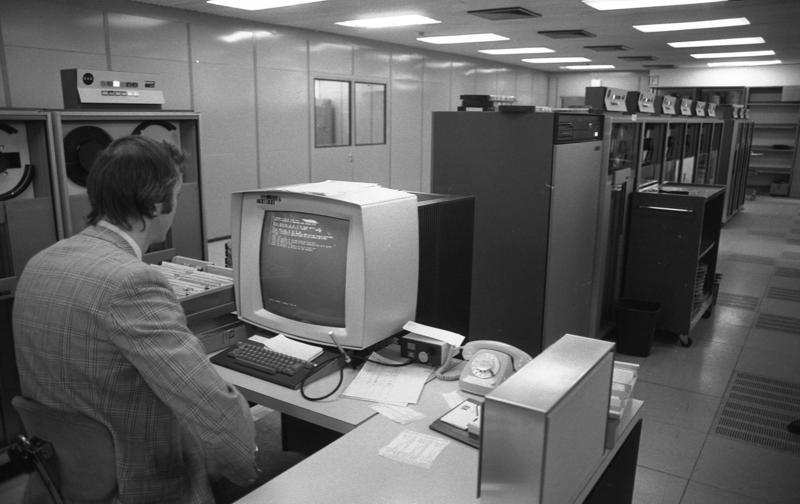
Elektronische Datenverarbeitung mittels des IBM System/360 im VW-Werk Wolfsburg (1973)

Es konnte zum Beispiel in einem Handelsbetrieb erstmals
1. die verkaufte Ware sofort auf den Lagerbestand abgebildet werden, so dass die Verkäufer jedem Kunden sagen konnten, ob ein Artikel lieferbar ist oder nicht;
2. gleichzeitig hatte der Disponent (Einkäufer) einen Überblick über den Lagerbestand und wurde automatisch über knappe Bestände informiert.

Dies war eine bedeutende Ergänzung zur bis dahin üblichen Stapelverarbeitung. Bei dieser wurden ursprünglich Anfragen an ein Rechenzentrum oder an Maschinen der mittleren Datentechnik wie Nixdorf 820 gegeben (meist in Form von Lochkarten) und dort nacheinander, oft über Nacht, von diesen oder Großrechnern wie einem System/360 abgearbeitet.
Die Firma SAP gegründet 1972 setzte auf den Dialog per Bildschirm/Tastatur am Arbeitsplatz in "realtime" und begründete damit ihrem Erfolg.

## Bildschirmarbeitsplätze
Bildschirmarbeitsplätze oder Terminals waren die Schnittstelle zwischen Benutzer und Rechnern.
Emuliert:
- 3270 erreichbar über ein SNA Netz von IBM und heute noch aktuell
- VT100
- VT220
- xterm